# Регев, Мири
Мирьям «Мири» Регев (ивр. מירי רגב‎; род. 26 мая 1965, Кирьят-Гат, Израиль) — израильский политический, государственный и военный деятель, министр транспорта в тридцать седьмом правительстве Израиля, депутат кнессета от партии Ликуд.

## Происхождение
Родилась в Кирьят-Гате в 1965 году в сефардо-мизрахийской семье Феликса и Марсель Сибони.

## Военная карьера
В 1983 году Регев поступила на военно-подготовительный курс ГАДНА, где стала командиром взвода, прослужив до 1986 года. Затем служила заместителем представителя Южного военного округа. Занимала в ЦАХАЛ ряд должностей, в том числе главы местной пресс-службы, главы управления планирования. В 2002 году получила звание полковника и была назначена заместителем пресс-секретаря армии. В 2004—2005 годах служила главным военным цензором. Получив должность пресс-секретаря ЦАХАЛ в 2005 году, Регев была произведена из полковников в бригадные генералы, став второй в истории израильской армии женщиной, достигшей этого звания. Занимала должность пресс-секретаря армии во время одностороннего размежевания между Израилем и Сектором Газа и во время Второй Ливанской войны в 2006 году. В мае 2007 года Регев покинула этот пост, а в 2008 году — завершила свою военную карьеру.

## Политическая карьера
В ноябре 2008 года Мири Регев присоединилась к правоцентристской партии «Ликуд», заявив, что была сторонницей партии уже много лет. На праймериз партии в 2009 году Регев заняла 27-е место и позднее стала членом кнессета, когда на парламентских выборах «Ликуд» получил 27 мандатов. В кнессете 18-го созыва Мири Регев вошла в несколько парламентских комиссий, среди которых комиссия по иностранным делам и безопасности, финансовая комиссия, комиссия по внутренним делам и защите окружающей среды и совместная комиссия по оборонному бюджету.
Занимала должность министра культуры и спорта в тридцать четвёртом правительстве Израиля (2015—2020), а также должность министра транспорта в тридцать пятом правительстве Израиля (2020—2021). Снова заняла должность министра транспорта в тридцать седьмом правительстве Израиля, приведённом к присяге 29 декабря 2022 года. На время отсутствия министра обороны Йоава Галланта в феврале 2023 года назначалась исполняющей его обязанности.
Летом 2023 года представляла Израиль на международной женской конференции «Лидеры о конфликтах, мире и безопасности» в Грузии.

### На посту министра транспорта в 37-м правительстве Израиля
В декабре 2023 года совместно с министром связи Шломо Кари объявила об эксперименте по усилению сигнала Wi-Fi и сотовой связи для пассажиров израильских поездов.

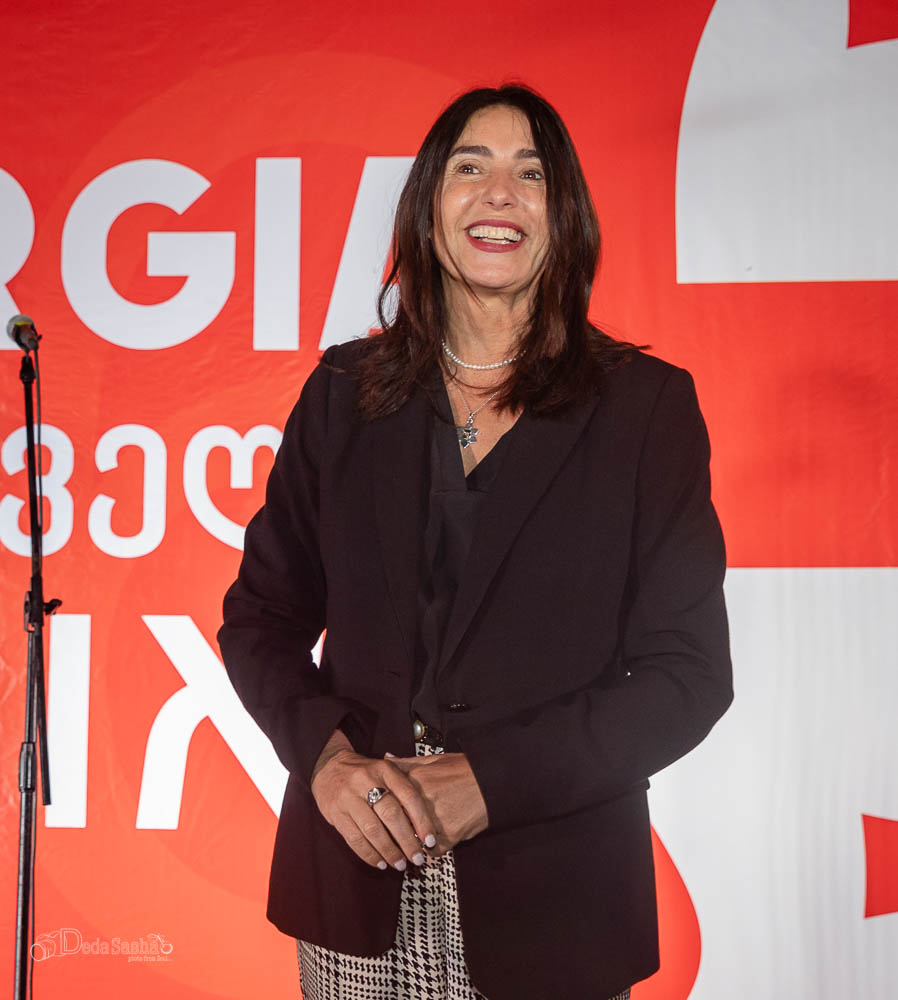
Мирьям Регев на приеме по случаю Дня Независимости Грузии в Иерусалиме. 2023

## Позиция и высказывания
Весной 2012 года участвовала в протестах с требованием высылки из Израиля африканских нелегальных мигрантов и называла суданских нелегалов в стране «раковой опухолью на теле общества».
Летом 2015 года высказалась против отмены наказания солдату ЦАХАЛ, который ел во время учений некошерный бутерброд со свининой, предлагая такие же бутерброды другим солдатам, и заявила о важности кашрута.
Летом 2021 года высказывалась против дискриминации сефардов и привилегированности ашкеназов в органах власти Израиля, отметив, в частности, что Израиль ни разу не возглавлял сефард.
Летом 2023 года, во время протестов против судебной реформы, призывала к расследованию действий Эхуда Барака и организации «Форум 555», направленных, по выражению Регев, на «совершение государственного переворота и создание хаоса в стране».
В январе 2024 года выступала против того, чтобы расследование просчётов ЦАХАЛа, приведших ко вторжению ХАМАС в Израиль 7 октября 2023 года, проводили бывшие армейские генералы.

## Образование
Одновременно со службой в пресс-службе ЦАХАЛа, Мири Регев прошла учёбу в Межвойсковом колледже полевого и штабного командного состава, получилв степень бакалавра в сфере неформального образования и степень магистра делового администрирования (MBA). Владеет английским и испанским языками.

## Семья
Мири Регев замужем за ашкеназом Дрором Регевом, придерживающимся, в отличие от неё, левых взглядов. Семья имеет троих детей.